# Oststeinbek
Oststeinbek er en kommune i det nordlige Tyskland med knap 9.800 indbyggere (2014)[kilde mangler], beliggende i det sydvestlige hjørne af Kreis Stormarn i den sydøstlige del af delstaten Slesvig-Holsten. Kommunen ligger op ad til Hamborgs østgrænse.

## Geografi
Det laveste punkt i Oststeinbek er Glinder Au, der er 8 moh., mens det højeste punkt i kommunen er Heegsbarg i bydelen Havighorst, 51,1 moh.
Kommunens areal på 1.131 ha, er fordelt med 596 ha i Oststeinbek, 535 ha i Havighorst. Oststeinbek grænser med nord til kommunen Barsbüttel, mod øst til byen Glinde og mod vest og syd til Hamborg. Mod nord går motorvejen A1 ved Autobahnkreuz Hamburg-Ost.
I kommunen ligger bydelene Meienhoop, Oststeinbek og Havighorst.